# フィアラ・ファーンブルック空軍基地
フィアラ・ファーンブルック空軍基地（フィアラ・ファーンブルックくうぐんきち、ドイツ語: Fliegerhorst Fiala Fernbrugg）は、シュタイアーマルク州アイゲン・イム・エンスタールに位置する、オーストリア連邦軍の基地である。

## 所在部隊
- 航空支援コマンド隷下
  - 連絡ヘリコプター飛行隊 - SA 319